# Chehuayo Chico
Chehuayo Chico är en ort i Mexiko.   Den ligger i kommunen Álvaro Obregón och delstaten Michoacán de Ocampo, i den södra delen av landet, 210 km väster om huvudstaden Mexico City. Chehuayo Chico ligger 1 838 meter över havet och antalet invånare är 466.
Terrängen runt Chehuayo Chico är platt åt nordost, men åt sydväst är den kuperad. Runt Chehuayo Chico är det ganska tätbefolkat, med 111 invånare per kvadratkilometer. Närmaste större samhälle är Cuitzeo del Porvenir, 10,6 km nordväst om Chehuayo Chico. Trakten runt Chehuayo Chico består till största delen av jordbruksmark.